# 문상호 (야구 선수)
문상호(1981년 7월 12일 ~ )는 전 KBO 리그 두산 베어스와 KIA 타이거즈의 투수이다. 2000년 두산 베어스의 1차 지명을 받아 입단하였으나, 단 1회의 1군 등판 없이 방출되어 현역에서 은퇴했다.

## 출신 학교
- 신월중학교 (서울)
- 충암고등학교